# Monokromatikus sugárzás
A fényt vagy más elektromágneses sugárzást akkor nevezünk monokromatikusnak (egyszínűnek), ha minden kvantuma ugyanakkora frekvenciával rezeg. A természetben nem létezik teljesen monokromatikus sugárzás, több hatás miatt is (Doppler-effektus, Zeeman-hatás), ezért a monokromatikus kifejezés használatakor mindig szem előtt kell tartani, hogy az sohasem ideálisan monokromatikus. Jó közelítéssel monokromatikusnak tekinthető a lézerek fénye.
A szó a görög mono = egy és krom = szín szavakból tevődik össze.